# Eva Espejo
Eva Mariana Espejo Pinzón (Cuauhtémoc, CDMX, México; 6 de enero de 1986) es una entrenadora de fútbol mexicana. Dirige al Monterrey Femenil de la Liga MX Femenil de México. Anteriormente, dirigió al Pachuca Femenil con el cual consiguió la primera Copa MX en 2017, tras vencer al Tijuana 9 a 1.En 2022 fue reconocida como la cuarta mejor directora técnica del mundo, por su trabajo en Rayadas, por IFFHS.

## Biografía
Eva Espejo nació en la Alcaldía Cuauhtémoc de la Ciudad de México el 6 de enero de 1986. En 2004 y con dieciocho años de edad tuvo la oportunidad de acercarse a la cantera del Club Universidad donde conoció a Memo Vázquez, quien le recomendó que estudiara una carrera en estrategia deportiva en la Escuela Nacional de Directores Técnicos. Tras obtener su título como directora técnica pudo hacer una maestría en Administración de Negocios enfocada en la Gestión y Dirección de Entidades Deportivas en 2009.

## Carrera

### Pachuca
Antes de llegar al Club Pachuca, Eva trabajó en una escuela de fútbol para niños para posteriormente formar parte de la FEMEXFUT, llegó a los Tuzos para poder coordinar el área de Desarrollo Humano. Con la creación de la Liga MX Femenil para el Apertura 2017, Eva fue elegida para dirigir a la nueva escuadra femenil del Pachuca.
El primer torneo oficial que disputó con las tuzas fue en la primera edición de la Copa MX Femenil el 3 de mayo de 2017 ante Chivas donde ganaron 6-1. Eva llegó a la final del torneo contra Xolos, tras vencer a las rojinegras 9 goles a 1 las jugadoras de Pachuca se convirtieron en las primeras campeonas en la historia de la Copa. En el 2017 Eva fue elegida como la mejor entrenadora del año por parte de la CONCACAF, superando incluso al director técnico de la Selección Mexicana Femenil Roberto Medina.
Eva llevó a Pachuca a la final del Apertura 2017 de la Liga MX Femenil, en la cual perdieron contra Chivas por un marcador global de 3-2.

### Monterrey
El 13 de junio de 2021, Espejo se unió al Monterrey Femenil como su nueva entrenadora.
El 20 de diciembre de 2021 logra el campeonato del Apertura 2021 venciendo de visita a Tigres de la UANL Femenil en el Estadio Universitario de la UANL, el marcador fue de 1-3 en tanda de penales tras un 0-0 en tiempo regular. Con esto, Eva Espejo se convierte en la primera mujer DT en ser campeona en la Liga BBVA MX Femenil.

## Palmarés

### Como Directora Técnica
- Copa de la Liga MX Femenil 2017
- Torneo Apertura 2021 (Liga MX Femenil)

### Reconocimientos Individuales
- Mejor entrenadora del año por la CONCACAF (2017)